# Forecast Channel
Forecast Channel és un canal de la consola Wii. Oferia informacions meteorològiques mitjançant el servei WiiConnect24, avui desaparegut, que eren proporcionades per l'empresa japonesa Weathernews (en).
Tot i que el canal és disponible per defecte des del menú Wii, no fou fins al 19 de desembre de 2006 que una actualització de la consola el tornà utilitzable. Malgrat això, el canal mai no fou oficialment ofert a les consoles de les regions de Corea del Sud, Taiwan i Hong Kong. Tampoc és oficialment utilitzable a les consoles Wii mini, que manquen la funció de connexió a Internet, ni al menú Wii de la Wii U, incompatible amb el servei WiiConnect24.
El servei fou tancat el 28 de juny de 2013. Hi ha una revifalla extraoficial del servei, mantinguda pel grup de fans WiiLink.

## Funcions
El canal permet triar una localitat de l'estat o territori configurat als paràmetres de la consola, i en mostra la temperatura del moment, la de la resta del dia, la de l'endemà i la dels cinc dies entrants. Altres informacions inclouen un índex UV, a més d'instruccions sobre el pol·len i la bugada, aquestes darreres exclusives a la versió japonesa del canal.
La modalitat «Globe» presenta un globus 3D amb els noms de diverses localitats d'arreu del món que els usuaris poden girar, engrandir i empetitir. En seleccionar una ubicació, el canal mostra la informació meteorològica d'aquell lloc i la regió i el país en què és. El mapa mostra moltes més localitats de l'estat o territori de l'usuari, mentre que de la resta de països només en mostra les més importants. A més a més, la previsió dels cinc dies entrants només és disponible per a les ubicacions del país. També es mostren altres zones que no són localitats, com ara el pol sud.

### Integració en els jocs
Diversos títols introdueixen les dades del canal dins el mateix joc. Per exemple, Mario & Sonic at the Olympic Winter Games permet als jugadors establir la méteo del joc com aquella de la localitat configurada al canal o bé com aquella de la ciutat de Vancouver. Altres jocs amb funcions semblants són Tiger Woods PGA Tour 10 i Nights: Journey of Dreams.